# John F. Kennedy Stadium
John F. Kennedy Stadium, tidigare Sesquicentennial Stadium och Philadelphia Municipal Stadium, var en arena som låg inom byggnadskomplexet South Philadelphia Sports Complex i Philadelphia, Pennsylvania i USA. Den uppfördes som Sesquicentennial Stadium för att fira USA:s 150 års jubileum för landets självständighetsförklaring. Den fick senare namnet Philadelphia Municipal Stadium medan 1964 byttes det till John F. Kennedy Stadium. Arenan stängdes 1989 och revs tre år senare.
Den var hemmaarena för Philadelphia Eagles (NFL) 1936–1939 och 1941.